# Yes or No (película)
Yes or No es una película tailandesa, estrenada el 16 de diciembre de 2010, dirigida por Sarasawadee Wongsompetch y protagonizada por Sushar Aom y Tina Jitalleela. Primera película tailandesa con un tema lésbico. Yes or No 2 es la continuación de la historia de la primera película, por la misma directora, y más recientemente, Yes or No 2.5, dirigida por Kirati Nak-intanon (Tim), que se estrenó en 28 de mayo de 2015, pero con una historia diferente, no es la continuación de la anterior. La intención de haberse convertido en una serie de películas es mostrar que el amor puede ocurrir de diferentes maneras, y algunos puede identificarse con algunos de los "sí o no" en las películas.

## Sinopsis

### Yes or no: So, I Love You
Es la primera película de la serie lanzado el 16 de diciembre de 2010. Cuenta la historia de Pie (Aom Sushar), una chica que se muda a una nueva habitación de residencia universitaria, donde descubre que su nueva compañera de cuarto es Kim (Tina Jittaleela), una chica que se ve y se viste como un chico. Medida que se desarrolla su amistad, Pie y Kim comienzan a preguntarse si la sensación que sienten una por la otra es sólo una amistad ordinaria o amor verdadero.

### Yes or No 2: Come Back To Me
La segunda película fue estrenada el 16 de agosto de 2012. Es la continuación de la historia de Pie y Kim. Ellas están en el último año de la universidad y tienen que viajar a diferentes lugares para poder graduarse.Pie va a la playa en el sur y Kim va a las montañas en el norte. Tendrán que tener un amor a distancia.Su vida cambiara cuando aparezca Jam y ellas tendrán que superar las dificultades.

### Yes or No 2.5: Love You, Baby
Estrenado el 28 de mayo de 2015. No se trata de una continuación de las anteriores películas, es una historia diferente, siguiendo el mismo tema. Las actrices de la nueva película son Nann y Hongyok, que participó en AF10 (Academy Fantasia Season 10) en Tailandia, Pique y Tina Jittaleela.
Sinopsis: Wine (Tina) se sorprende al encontrar que las nuevas vecinos de su condominio son Pim (Pikae) y Fah (Hongyok), las más jóvenes universitarias. Wine tiene una historia pasada con ellas, y se da cuenta de que aun no ha superado algunas cosas. Pii (Nann), su compañera de habitación, está muy entusiasmada con las nuevas vecinas, sin saber el pasado que las precede. Con el fin de ayudar a Wine a tener éxito en el amor, Pii prueba diferentes cosas,hasta llegar al punto de sacrificar su propia felicidad por ver a Wine ser feliz, sin saber que Wine no requiere tal sacrificio. una historia diferente, pero con una gran mensaje.

## Elenco

### Yes or No
- Suppanad Jittaleela - Kim
- Aom Sushar - Pie
- Due Arisara - Jane
- Soranut Yupanun - Wan
- Inn Budokan - Tía Inn
- Maneerut Wongjirasak - Madre de Pie
- Puttipong Promsaka Na Sakolnakorn - Padre de Kim

### Yes or No 2
- Suppanad Jittaleela - Kim
- Aom Sushar - Pie
- Mean Apittha - Jam
- Inn Budokan - Tía Inn
- Permpreda Sakulsiripong - Maysa
- Puttipong Promsaka Na Sakolnakorn - Padre de Kim

### Yes or No 2.5
- Nann Sunanta - Pii
- Hongyok Chansakorn - Fah
- Suppanad Jittaleela - Wine
- Pikae Bangchawong - Pim
- Tot - Jet
- Janneth Alkreinek Growst

- Datos: Q3271492